# Watchman Lookout Station
La Watchman Lookout Station est une tour de guet du comté de Klamath, en Oregon, dans l'ouest des États-Unis. Protégée au sein du parc national de Crater Lake, elle est située en surplomb du rempart occidental de Crater Lake, où on l'atteint via le Watchman Peak Trail. Construite dans le style rustique du National Park Service, elle est inscrite au Registre national des lieux historiques depuis le 1er décembre 1988.